# Antonio Fortier
Antonio Fortier (Villahermosa, Tabasco; 3 de agosto de 1984) es un actor de televisión mexicano.

## Filmografía

### Televisión
- Y llegaron de noche (2024) ... Bernardo
- Más allá de ti (2023) ... Larry Villegas[3]
- Los ricos también lloran (2022) ... Felipe[4]
- Cecilia (2021) ... Martín[5]
- Rubí (2020) ... Cayetano Gómez[6][7]
- Los pecados de Bárbara (2020) ... Jerónimo "Jero" Márquez[8][9]
- El candidato (2019) ... Navy Tech
- La bandida (2019) ... Arturo[10]
- Amar a muerte (2018-2019) ... Francisco[11]
- Niñas promedio (2018) ... Gerardo
- Narcos: México (2018) ... Oficial de la DFS
- Un extraño enemigo (2018) ... Joaquín
- Blue Demon (2017) ... Jacinto Muñoz
- Vuelve temprano (2016-2017) ... Ernesto Cardona "El Kiliman"
- La Doña (2016) ... David
- Lo que la vida me robó  (2013-2014) ... Cabo Arrita
- Corazón indomable (2013) ... Tony
- Porque el amor manda (2012-2013) ... Toribio
- La que no podía amar (2011-2012) ... Pablo
- El equipo (2011) ... Jorge